# Геніюш Лариса Антонівна

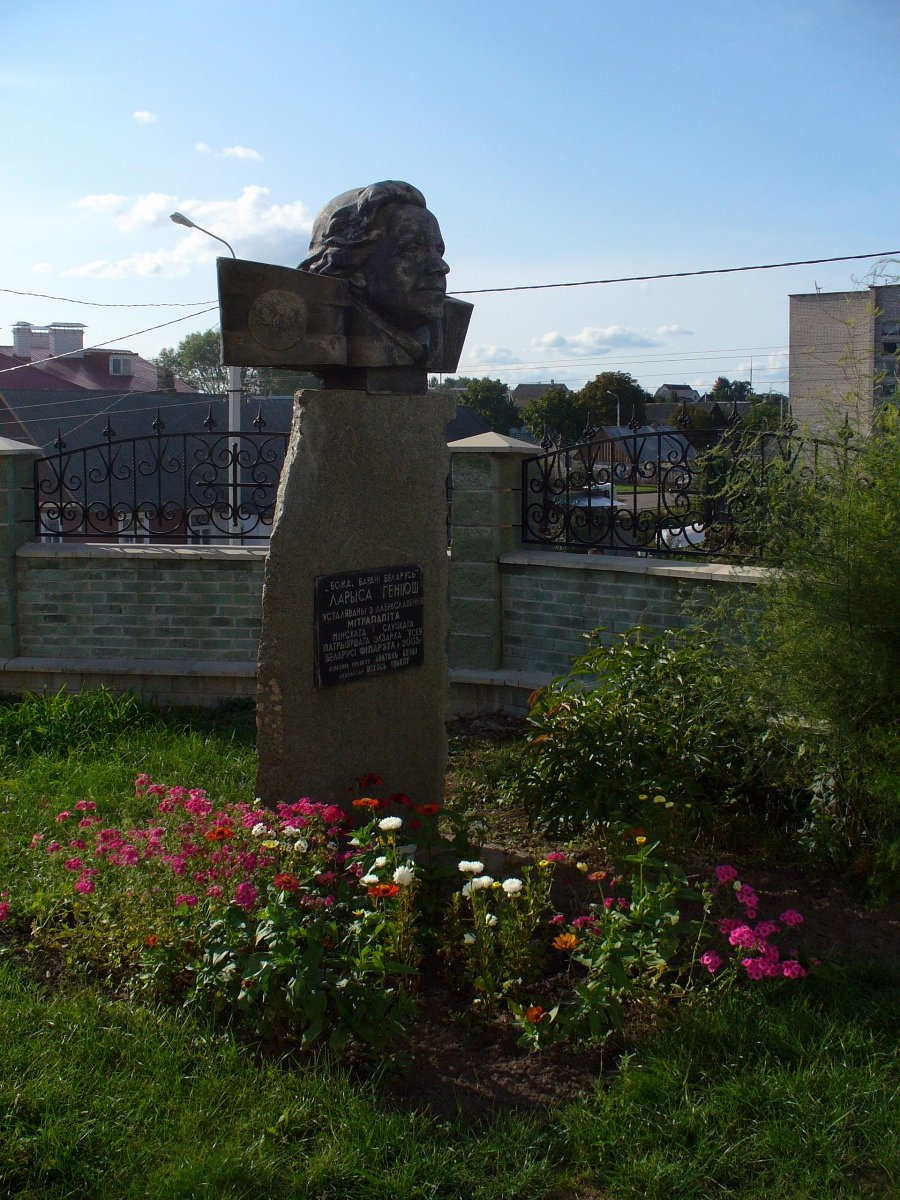
Зельва. Пам'ятник Ларисі Геніюш на території церкви

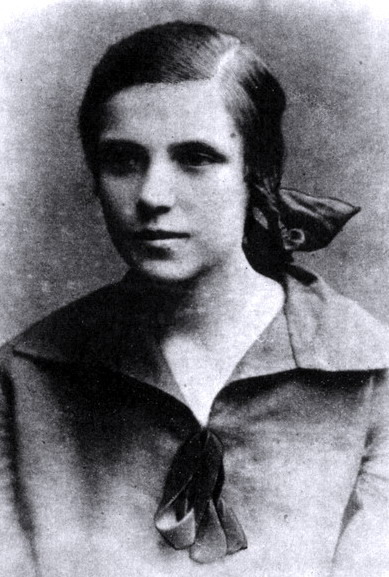
Лариса Геніюш. Фото з гімназійної справи

Лари́са Анто́нівна Ге́ніюш (до шлюбу Міклаше́вич;( біл. Лары́са Анто́наўна Ге́ніюш) *9 (22) серпня 1910, Жлобавці, Гродненського повіту, Гродненської губернії — †7 квітня 1983) — білоруська поетка, письменниця, громадська діячка.

## Біографія

### Дитинство і юність
Народилася 9 серпня 1910 році в маєтку Жлобавці Волковиської волості Гродненського повіту (тепер Волковиський район Гродненської області) у багатодітній сім'ї заможного селянина-землевласника. Вчилася у польській школі, у 1928 році закінчила Волковиську польську гімназію. У цей час ознайомлюється з всесвітньою літаратурою — польською, скандинавською, англійською класикою. Розпочинає писати вірші.

### Життя у Празі
3 лютого 1935 року одружилася зі студентом-медиком Янкою Геніюшом, який навчався у Карловому університеті (Прага). 1937 року, після народження сина Юрія, виїхала до чоловіка у Прагу. Там сусідкою Геніюшів була Олександра Косач-Шимоновська, сестра Лесі Українки — авторки, чия творчість вплинула на Ларису. Перші свої вірші поетка опублікувала 1939 року в берлінській газеті білоруських емігрантів «Раніца». 1942 року побачила світ перша збірка її поезій «Від рідних нив», наповнених ностальгією та роздумами про долю її покинутої Батьківщини.
Лариса Геніюш налагодила стосунки з білоруською еміграцією, брала участь у роботі уряду Білоруської Народної Республіки в екзилі. У березні 1943 року вона Геніюш стала Генеральним секретарем уряду, займалася збереженням і упорядкуванням архіву БНР. Геніюш опікувалася білоруськими емігрантами, політичними втікачами, білоруськими робітниками й військовополоненими в Німеччині.

## Арешт та засудження
Після звільнення Чехії від німецької окупації Лариса з чоловіком і сином жила під Прагою, в містечку Вімперк. 5 березня 1948 органи МДБ заарештували Ларису і Янку. Обоє перебували у в'язницях Чехословаччини, Львова, від жовтня 1948 року в тюрмі Мінська. Тут Ларису Геніюш допитував сам міністр держбезпеки БРСР Лаврентій Цанава. Поетеса мужньо витримала тортури.
7 лютого 1949 Ларису і Янку Геніюшей засудили на 25 років кожного. Покарання поетеса відбувала в таборах Комі АРСР. Вона показала приклад феноменальної духовної міцності, об'єднала навколо себе не тільки білорусів, але і в'язнів інших національностей, писала вірші. Серед ув'язнених Ларису Геніюш звали «Матір'ю», її вірші називали «глюкозою», завчали їх напам'ять, як молитви. За ґратами Геніюш провели 8 років, вийшли на волю 1956 року.
Трагічна доля спіткала й інших Міклашевичів: у Казахстані померли матір (1945); брат Аркадій — солдат армії Андерса — загинув 27 липня 1944 у битві під Монте-Кассіно в Італії; другий брат, Ростислав, загинув 26 (28?) квітня 1945 під Берліном в армії Костюшки.

## Вшанування пам'яті
У 2003 році в Зельві встановлено пам'ятник Ларисі Геніюш.
В березні 2023 року місцева влада демонтувала пам'ятник внаслідок зусиль проросійської активістки.
В 2024 році Об'єднаний перехідний кабінет Білорусі заснував медаль «Нескорених» (Лариси Геніюш) з метою відзначення значних заслуг перед білоруським народом у боротьбі за права людини і демократичні свободи.

### Збірники поезіі
- 1942 — «Від рідних нив» («Ад родных ніў»)
- 1967 — «Невідам з Немана» («Невадам зь Нёмана»)
- 1982 — «На чебрецю настояна» («На чабары настоена»)
- 1987 — «Дев'ять віршів» («Dzieviać vieršaŭ»)
- 1990 — «Білий сон» («Белы сон»)
- 1992 — «Вірші: рукописний збірник з 1945—1947 роки» («Вершы: рукапісны зборнік з 1945-47 г.г»)[7]
- 1997 — «Вибрані вірші» («Выбраныя вершы»)
- 2000 — «Гостина» («Гасціна»)
- 2000 — «Вибрані твори» («Выбраныя творы»)

### Поетичні книжки для дітей
- 1972 — «Казки для Михаськи» («Казкі для Міхаські»)
- 1976 — «Доброго раночку, Олесю» («Добрай раніцы, Алесь»)

### Інші твори
- 1990 — «Сповідь» («Споведзь»)
- 1992 — «Мати і син» («Маці і сын»)
- 2005 — «Щоби ви знали: з епістолярної спадщини» («Каб вы ведалі: з эпісталярнай спадчыны»)
- 2025 — «Птахи без гнізд.Спогади» («Птушкі бяз гнёздаў.Успаміны».[8]

## Спогади
- Наталія Кравчук. «За любов до Білорусі — 25 літ таборів». Газета «Вісник + К» (Луцьк, Україна), 22 квітня 2010 р., с. 15.